# Steatococcus assamensis
Steatococcus assamensis är en insektsart som beskrevs av Rao 1951. Steatococcus assamensis ingår i släktet Steatococcus och familjen pärlsköldlöss. Inga underarter finns listade i Catalogue of Life.